# Sąd asesorski
Sąd asesorski (nazywany także Asesorią) – zadworny sąd królewski (funkcjonujący bez obecności króla) w I Rzeczypospolitej. Powstał w połowie XVI wieku.
Przewodniczył w nim kanclerz lub w jego zastępstwie podkanclerzy, asesorami byli referendarze i urzędnicy królewskiej kancelarii.
Jego właściwość określono przy okazji utworzenia Trybunału Koronnego w 1578 roku. Orzekał w sprawach, w których stroną pozwaną było miasto rządzące się prawem magdeburskim lub chełmińskim albo mieszczanin pochodzący z takiego miasta; a także w sprawach dotyczących dóbr i dochodów królewskich.
Wobec słabości sądownictwa dawnej Rzeczypospolitej, sąd asesorski jako jedyny fachowy (m.in. dopuszczający mieszczan do palestry) uchodził za najbardziej kompetentny i bezstronny. Odwołania od jego wyroków kierowano początkowo do sądu relacyjnego. Z czasem apelacje od Asesorii zostały zakazane.